# Sigrid Hjertén
Sigrid Maria Hjertén, gift Grünewald (från 1911 till sin död), född 27 oktober 1885 i Sundsvall, död 24 mars 1948 i Saltsjöbaden, var en svensk målare, gift med Isaac Grünewald åren 1911–1937 och mor till Iván Grünewald.

## Biografi
Sigrid Hjertén var dotter till vice häradshövdingen Svante Hjertén och Maria Rahm. Fadern var oäkta barn och kom från väldigt fattiga familjeförhållanden. Hon hade en bror, Gustaf, född 1886. Modern avled i sviterna av tuberkulos redan 1888. Den 1 juli 1897 gifte fadern om sig med arkitekten Ragnar Östbergs syster Tora Östberg, som sedan ett år tillbaka arbetade i det Hjerténska hemmet som hushållerska.
Familjen bodde vid Hjerténs födelse i ett trähus vid Stora torget i Sundsvall, med adress Storgatan 24, som kom att ödeläggas under den stora stadsbranden 1888. År 1890 var de bosatta i Tuna församling. Ett nytt hus i tegel, på samma tomt som det nedbrända, stod klart 1891, men familjen fortsatte att flytta runt; de bodde en tid på Matfors bruk, i tre år i byn Silje och i ett år i byn Näs. De återvände till Sundsvall 1896 men redan nästa år gick flyttlasset till Stockholm.
I Stockholm gick Hjertén på Statens normalskola för flickor, som hon gick ut år 1902. Därefter följde sju månader på ett handelsinstitut i Sundsvall, där hon bodde hos sin mormor. Efter återkomsten till Stockholm genomgick hon, efter uppmuntran av styvmoderns bror Ragnar Östberg, Högre Konstindustriella Skolans (Konstfack) förberedande utbildning, vilket ledde till att hon i september 1905 antogs till skolans textillinje. Hon utexaminerades som teckningslärare på våren 1908. På sommaren samma år genomgick hon en kurs i växtfärgning under ledning av Beda Larsson i Mora. Hon sökte även resestipendium från Kommerskollegium för att vidareutbilda sig i gobelängteknik i London, vilket hon tilldelades, men huruvida resan blev av är inte dokumenterat. Under studietiden började hon, på rekommendation av Carl Eldh, arbeta vid AB Svensk konstslöjd.
Första gången Hjertén ställde ut sina verk – tre väggbonader och flera dukar och kuddar – var på Konstindustriutställningen 1909 i Stockholm. Det var också där hon träffade sin framtida make Isaac Grünewald.
År 1910 kom hon till Paris och ägnade sig efter studier för Henri Matisse 1910–1911 helt åt måleriet. Hennes debututställning ägde rum 1912 med gruppen De 8. Hon målade heminteriörer, stadsbilder, stilleben och porträtt i en dekorativ stil, som vid 1910-talets mitt övergick i en alltmer uttalad expressionism. År 1918 ägde den stora Expressionistutställningen rum på Liljevalchs Konsthall i Stockholm och Sigrid Hjertén ställde ut tillsammans med Isaac Grünewald och Leander Engström. 
Kritiken var skoningslös, särskilt mot Grünewald som var huvudutställare med två tredjedelar av utrymmet, men även Hjertén fick sina slängar av sleven. I konstlitteraturen har skämttidningen Strix chefredaktör Albert Engström kåseri om utställningen ofta citerats, där han kallar Hjerténs konstverk för "rena idiotin" och "idiotisk kråkspark" och skriver att hon "ser ut att äga en pervers längtan efter vanskapligheter". Engströms huvudkritik riktas emellertid mot Grünewald, som raljant betecknas som "en klok och smart affärsman". 
Hjertén var en raffinerad kolorist, som medvetet ställde kalla och varma färger mot varandra. Hennes sista, intensiva målningar vittnar om den psykiska sjukdom, som från 1936 fick henne att sluta måla. Sigrid Hjertén avled i samband med en lobotomi på Beckomberga sjukhus.
Sigrid Hjertén jordfästes i Skogsö kapell den 2 april 1948 och gravsattes på Skogsö kyrkogård i Saltsjöbaden.

## Sigrid Hjerténs måleri

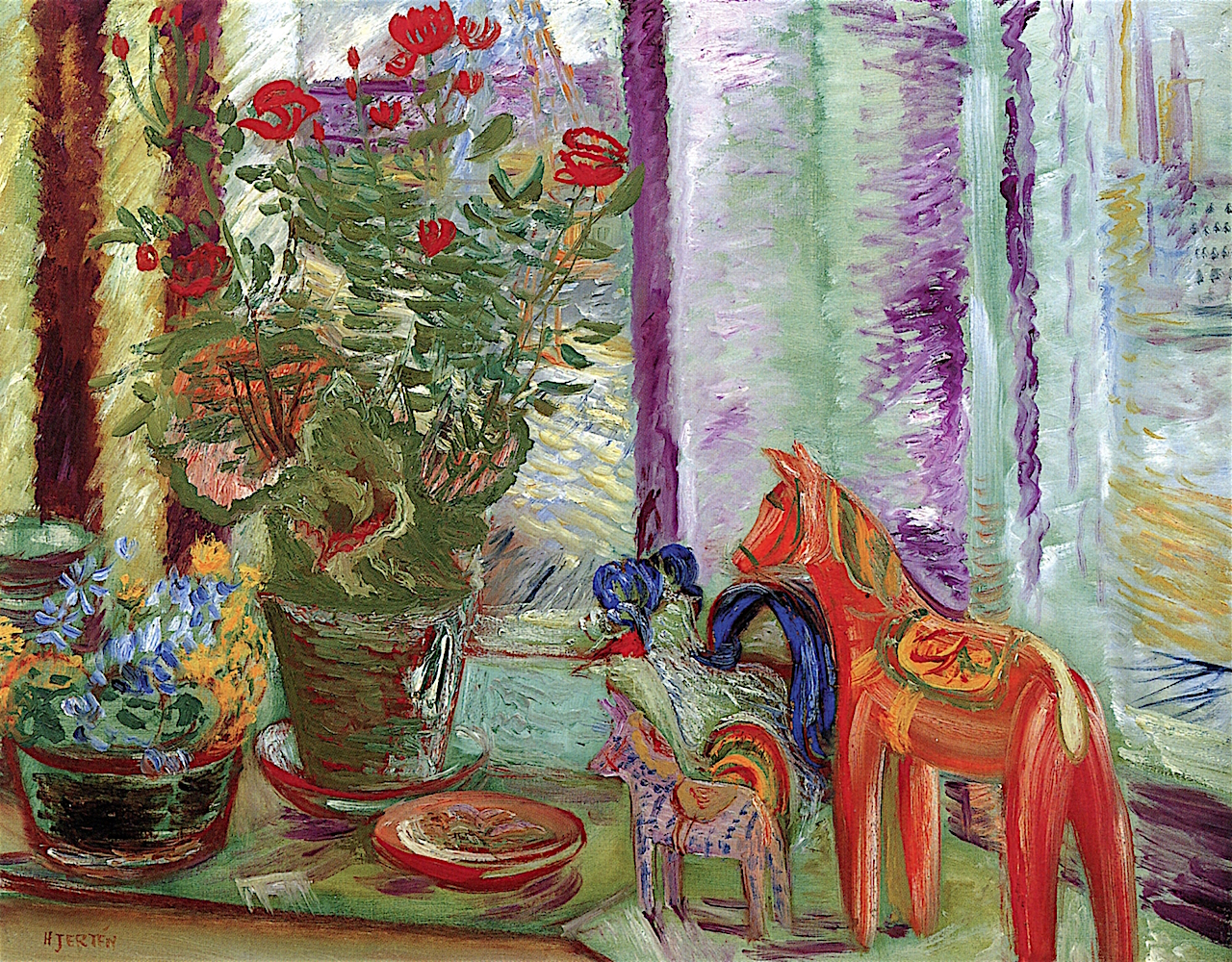
Den röda trähästen, oljemålning av Sigrid Hjertén från 1934, Malmö konstmuseum.

Enligt en populär myt fick Hjertén inte chansen att nå ut med sin konst förrän det redan var för sent. Men hon hann med inte mindre än 106 utställningar under sitt liv, i huvudsak samlingsutställningar och parutställningar med maken Isaac Grünewald, som i många sammanhang uttryckte sin beundran för hennes konst. Som hennes stora genombrott och framför allt ett erkännande som självständig konstnär brukar man emellertid räkna hennes separatutställning på Konstakademin i Stockholm 1936. Egentligen kom dock genombrottet året innan, när Göteborgs konsthall visade hennes konst som huvudnumret, med maken och sonen som medutställare. Idag räknas Sigrid Hjertén som en av förgrundsgestalterna i den svenska modernismen. På 1910-talet kritiserades hon emellanåt för att vara en oinspirerad kopia av sin man.
För att komma från en epok då frågor om färg och form upptog flertalet konstnärers tankar framstår Sigrid Hjerténs måleri som ytterst personligt och brukar i dag tolkas som vittnesmål om hennes psykologiska dramatik. Hennes intresse för människan gestaltade sig ofta i nästan teatrala uppsättningar, förhållandet till färgen var såväl känslomässigt som teoretiskt.
Hjertén hade studerat för Henri Matisse i Paris under 1910-talet och tagit intryck av såväl hans som Paul Cézannes förhållande till färgen. Att hon skulle vara Matisses favoritelev är emellertid en sentida myt som har sitt ursprung i kollegan Carl Palmes vittnesmål om att Matisse en gång berömde en av hennes första målningar. I hennes måleri finns dessa influenser i de kontrasterande färgplanen och de förenklade linjerna. Därigenom uppnådde hon största möjliga uttrycksfullhet i kompositionerna. Hennes konstnärliga intention var ett koloristiskt skapande och i det senare konstnärskapet från 1930-talet talade Hjertén till exempel om "kallt gult". Hennes önskan var att finna en form och en färg som tjänade hennes uttryck. På så vis är hennes konst kanske mer besläktad med de tyska expressionisternas, som Ernst Ludwig Kirchner, än med de franska fauvisternas mer sirliga linjespel. 
Hjertén finns representerad vid bland annat Göteborgs konstmuseum, Norrköpings konstmuseum, Nationalmuseum i Stockholm, Malmö konstmuseum, Röhsska museet, Konstmuseet i Skövde och Moderna museet.
Ateljéinteriör från 1916 har på senare tid uppmärksammats för att den visar hur radikal hon var för sin tid. Den brukar tolkas som en beskrivning av de roller hon spelade som konstnär, kvinna och mor - olika identiteter i olika världar. Målningen förvärvades 1953 av Moderna Museet från sonen Iván Grünewald. Hjertén skildrar i målningen sitt konstnärs-alter ego sittande i en soffa mellan Isaac Grünewald och en man som har antagits vara kollegan Einar Jolin. De två männen samtalar över huvudet på henne medan hon med stora blå ögon tittar rakt ut i tomma intet. I förgrunden sitter en exotisk och svartklädd kvinna – ett mondänt alter ego – som lutar sig mot en gestalt som har antagits vara Nils von Dardel. Sonen Iván kryper fram ur högra hörnet. I bakgrunden syns "Zigenarkvinna", en av Sigrid Hjerténs målningar från samma tid. Såväl "Ateljéinteriör" som "Den röda rullgardinen" är djärva målningar som på senare tid givit upphov till uttolkningar utifrån genusforskning och berättelserna om hennes liv.

## Paret Hjertén-Grünewald
Hjerténs liv är mytomspunnet, delvis inramat av en långvarig smutskastningskampanj mot maken Isaac Grünewald i dåtidens massmedier. Enligt historikern Lars M Andersson var Grünewald den främsta måltavlan för antisemitism i den svenska skämtpressen under perioden 1900 till 1930. Det beskrivs ibland hur den konstnärligt "mer begåvade" Hjertén blev tragiskt undanskuffad och bedragen av den "reklamhungrige" och sociale Grünewald, en bild som bland annat framförts i romanen I själen alltid ren av Anita Goldman, 1995. 
Samtida källor och vittnen ger en annan bild. Hjertén brukar beskrivas som viljestark, bestämd och dominant, men också drabbad av depressioner alltsedan 1910-talet. I Göteborgs Aftonblad kunde man till exempel den 10 januari 1925 läsa en helsideslång intervju med fru Grünewald. Efter en lång utläggning om stridens och sensationens man Isaac Grünewald och alla affärer som dagligdags står att läsa om honom fortsätter tidningstexten: 
"Kan en man sköta allt detta? Åhnej, i detta som i många andra fall, där något märkligt är i görningen, gäller frågan: Où est la femme? Kvinnan i detta fall är ingen annan än fru Grünewald. Det är hon som verkar som ett slags reglerande kraft på maken. Hon bromsar när hans temperament hotar att ta alltför kraftiga uttryck i praktiska saker, hon skjuter på när hon märker att en plan eller ett företag leder till fördel. Fru Grünewald är själv konstnär, men hon är i lika eller högre grad diplomat. Man behöver inte samtala med henne länge för att bli på det klara med att hon sköter sina eller rättare mannens kort mycket förnuftigt."

## Galleri

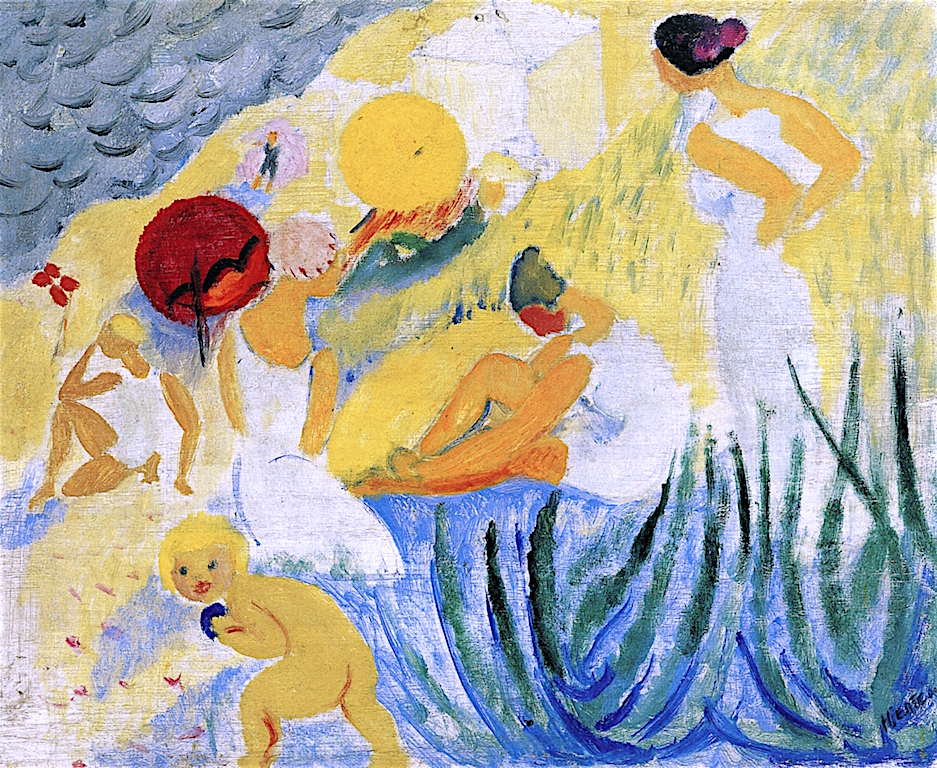
Figurer på badstrand, 1917, olja på pannå, finns på Göteborgs konstmuseum.
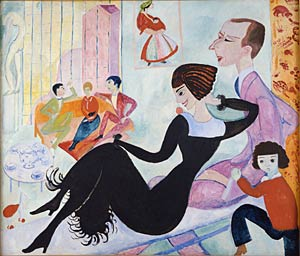
Ateljéinteriör, 1916, olja på duk, finns på Moderna Museet i Stockholm.
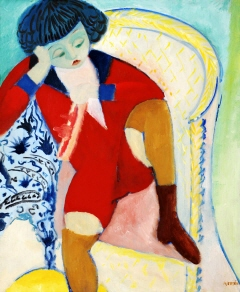
Gosse med leksaksbåt, 1916.
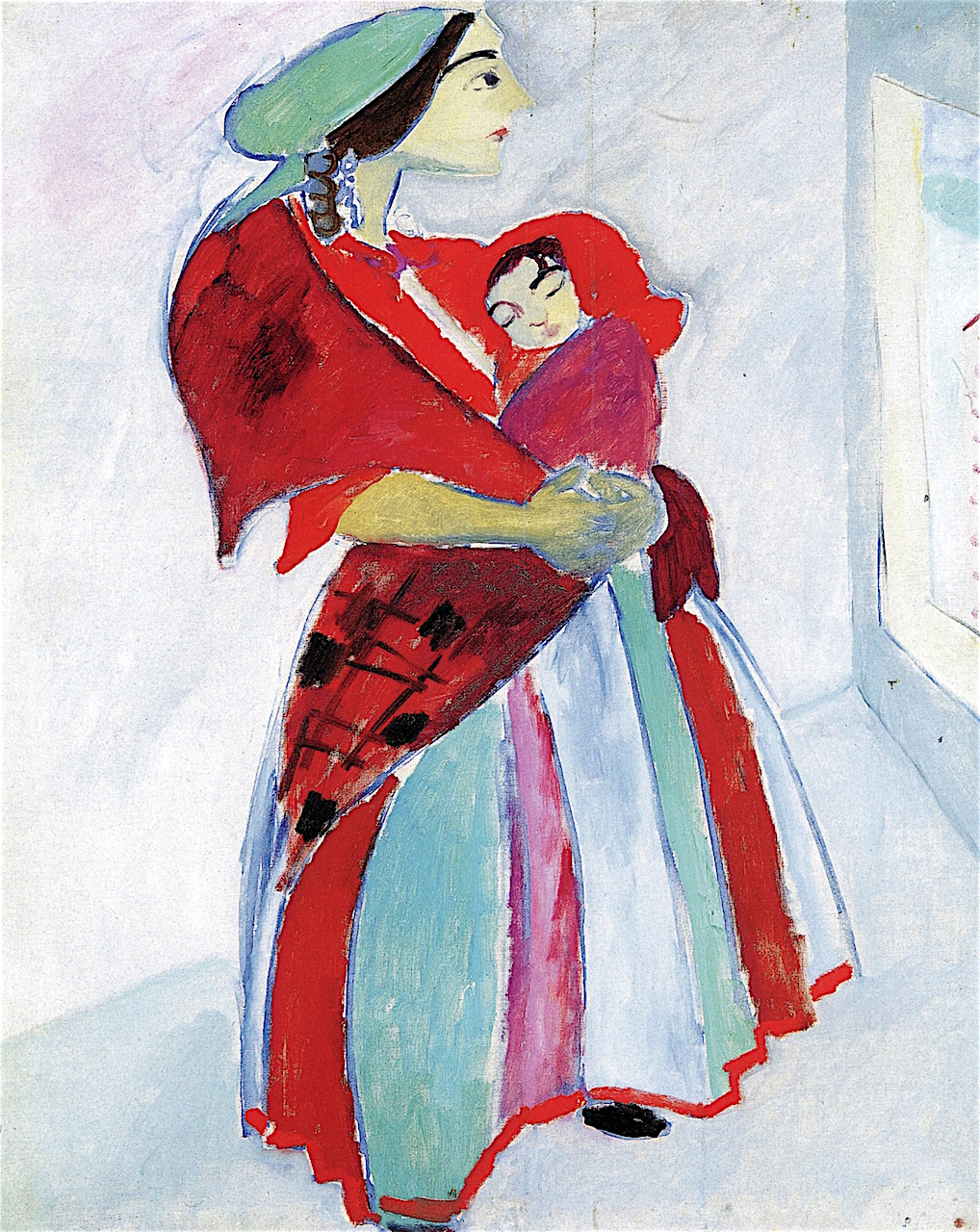
Zigenarkvinna, 1916, olja på duk, privat samling.
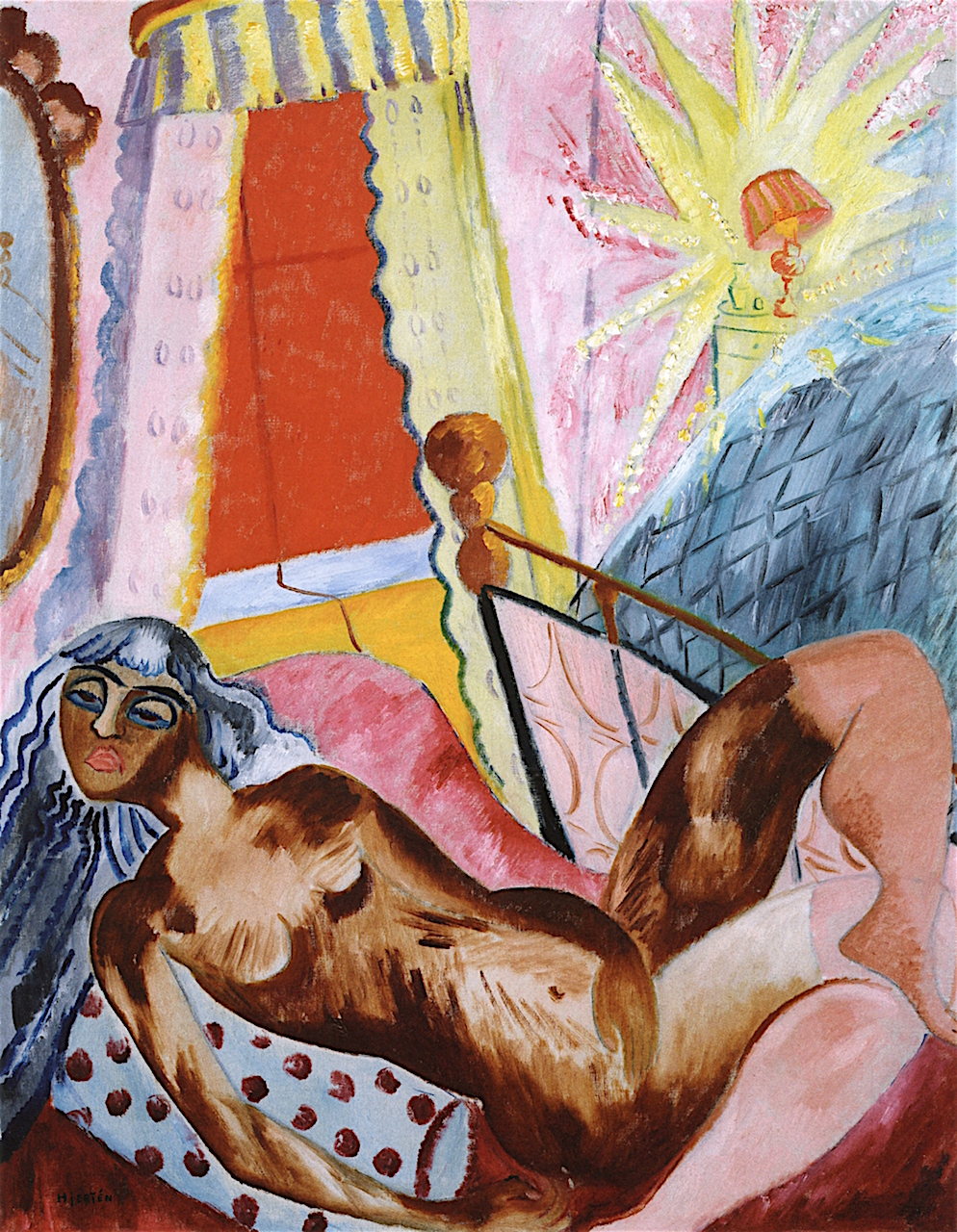
Den röda rullgardinen, 1916, olja på duk, 115 x 89 cm, Moderna museet i Stockholm.
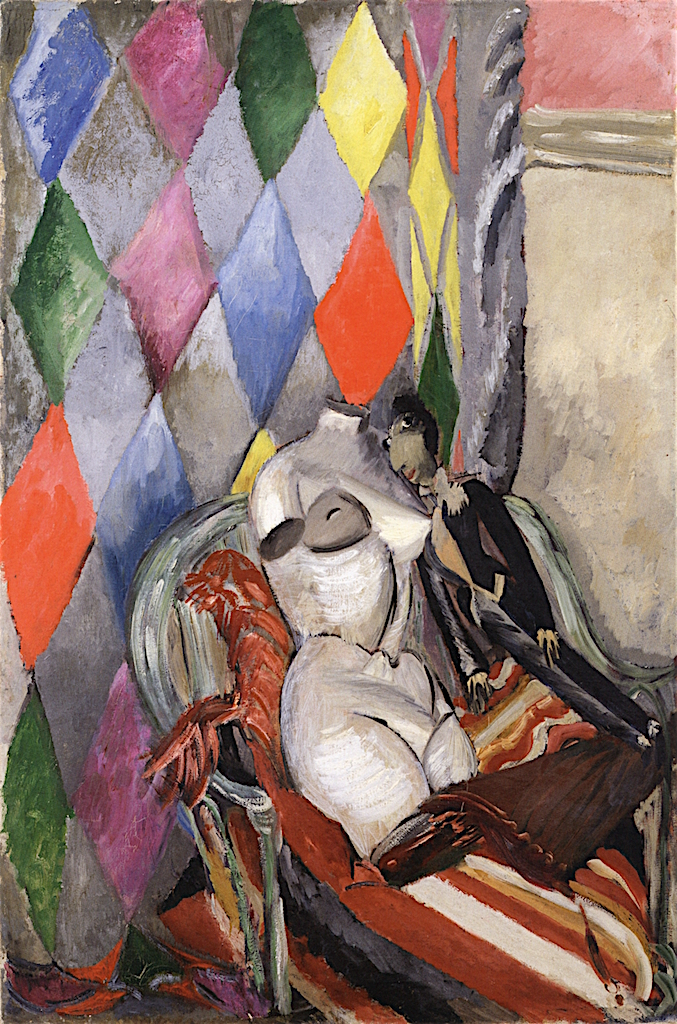
Harlequin, 1928.